# Raila Kerkelä
Raila Kerkelä, född Hovi den 13 juni 1941 i Veckelax, är en finländsk orienterare som tog VM-silver i stafett 1966 samt VM-brons individuellt 1966 och i stafett 1968.